# Kultura milawecka
Kultura milawecka – kultura archeologiczna środkowej i młodszej epoki brązu, silnie powiązana z kręgiem kultur pól popielnicowych. Jej nazwa pochodzi od miejscowości Milavče w kraju pilzneńskim w Czechach.

## Geneza
Kultura milawecka powstała na bazie grupy czesko-palatynackiej, należącej do kręgu kultur mogiłowych, przy wpływach ze strony kultury knowiskiej. Ponadto daje się w niej zauważyć wpływy kultury łużyckiej.

## Chronologia i obszar występowania
Kulturę milawecką datuje się, podobnie jak kulturę knowiską, od okresu brązu D do końca okresu Hallstatt B, według podziału chronologicznego dokonanego przez Paula Reineckego, czyli na lata 1300–800 p.n.e. Rozwijała się ona na obszarze południowych i południowo-zachodnich Czech.

## Osadnictwo i gospodarka
Osadnictwo kultury knowiskiej nie różniło się szczególnie od osadnictwa kręgu kultur pól popielnicowych. Występowały tu głównie osada osady otwarte. Gospodarka opierała się na uprawie ziemi oraz hodowli zwierząt.

## Obrządek pogrzebowy
W obrządku pogrzebowym dalej żywe były elementy tradycji kultur mogiłowych. W omawianej kulturze dominują ciałopalne groby popielnicowe z obstawami i nakryciami kamiennymi. Nad takimi grobami usypywano niewielkich rozmiarów kopce z ziemi, mieszczące wewnątrz konstrukcje kamienne. Konstrukcje te najczęściej występują w postaci wieńców ułożonych z kamieni na obwodach kopców.

## Inwentarz
W ceramice występują naczynia piętrowe, charakterystyczne dla kultury knowiskiej, a poza tym wazy dwustożkowate, naczynia wazowate z baniastymi brzuścami i cylindrycznymi szyjami o płasko rozchylonej krawędzi. Ponadto znane są także różnego rodzaju czerpaki, kubki i misy. W ogólnym zarysie ceramika nawiązuje do inwentarza kultury knowiskiej.
Wśród wyrobów metalowych spotyka się noże, brzytwy, miecze, zapinki dwudzielne i inne oraz szpile. Na cmentarzysku w Milavčach odkryto brązowy kociołek ustawiony na czterokolnym wózku brązowym. Wyroby metalowe w odróżnieniu od ceramicznych nawiązują do południowoniemieckiej kultury pól popielnicowych.